# Старое Тарбеево
Старое Тарбеево — село в Мичуринском районе Тамбовской области России. 
Административный центр Старотарбеевского сельсовета. 

## История
В момент основания оно было заселено драгунами, о чем содержатся сведения в писцовой книге 1651 — 1652 годов: «Слобода Драгунская, село Торбеево, на реке Лесном Воронеже. В селе церковь... В том селе драгуны: во дворе Сенька Тихматов, у него пять сыновей; во дворе Сенька Мещеряков, у него два сына: Прошка двенадцати лет и Гаврилка восьми лет; во дворе Селиверстка Дунаев, да с ним живет отец его Антипка, да три пасынка... И всего в селе Торбееве 51 двор драгунской и 188 человек...». 
С появлением деревни Новоторбеево драгунская слобода Торбеево к периоду ревизской сказки 1719—1722 годов стала называться Староторбеевым. В это время в селе числилось 27 однодворцев и 29 приписных.

## Население
| 1989 | 2002 | 2010 |
| ---- | ---- | ---- |
| 397  | ↗505 | ↗571 |

Согласно результатам переписи 2002 года, в национальной структуре населения русские составляли 96 % от жителей.